# Tage Lundin
Pour les articles homonymes, voir Lundin.
Tage Leif Lundin, né le 11 novembre 1933 à Stensele et mort le 6 août 2019, est un biathlète suédois. 

## Biographie
Il fait ses débuts internationaux aux Jeux olympiques d'hiver de 1960, les premiers où le biathlon est au programme. Il s'y classe douzième de l'individuel, remporté par son compatriote Klas Lestander.
Aux Championnats du monde 1961, il est huitième de l'individuel, aidant les Suédois au gain de la médaille de bronze à la compétition par équipes à Umeå.
Il participe aux compétitions internationales jusqu'en 1965.

## Palmarès

### Championnats du monde
- Mondiaux 1961 à Umeå :
  -  Médaille de bronze par équipes.